# Большая энциклопедия Южакова
«Большая энциклопедия» (укр. Велика енциклопедія; повна назва — «Большая Энциклопедія. Словарь общедоступныхъ свѣдѣній по всѣмъ отраслямъ знанія подъ ред. С. Н. Южакова») — словник загальнодоступних відомостей з усіх галузей знань. Друкувався в 1900—1909 роках відомим дореволюційним видавництвом «Просвещение». Опубліковано 22 томи, які вийшли окремими випусками (кожен том складався з 20 випусків).
Редактором усіх томів був С. М. Южаков, а томи 2–5 також упорядковував історик П. М. Мілюков. Основу видавництва становили статті енциклопедичного словника Мейєра, доповнені новими матеріалами з історичного розвитку Російської імперії. Усі статті та замітки, на відміну від попередніх енциклопедій, супроводжувалися бібліографією. Характерною рисою є відсутність підписів під статтями та замітками.
У 1908–1909 роках видано 2 додаткових томи, де вміщені біографічні відомості про діячів революційного руху Росії та короткі дані про періодичні видання цих років. Авторами статей були видатні діячі науки та культури Росії і України. Серед них — М. О. Антонович, Б. Д. Грінченко, В. О. Кордт та ін.

## Про енциклопедію

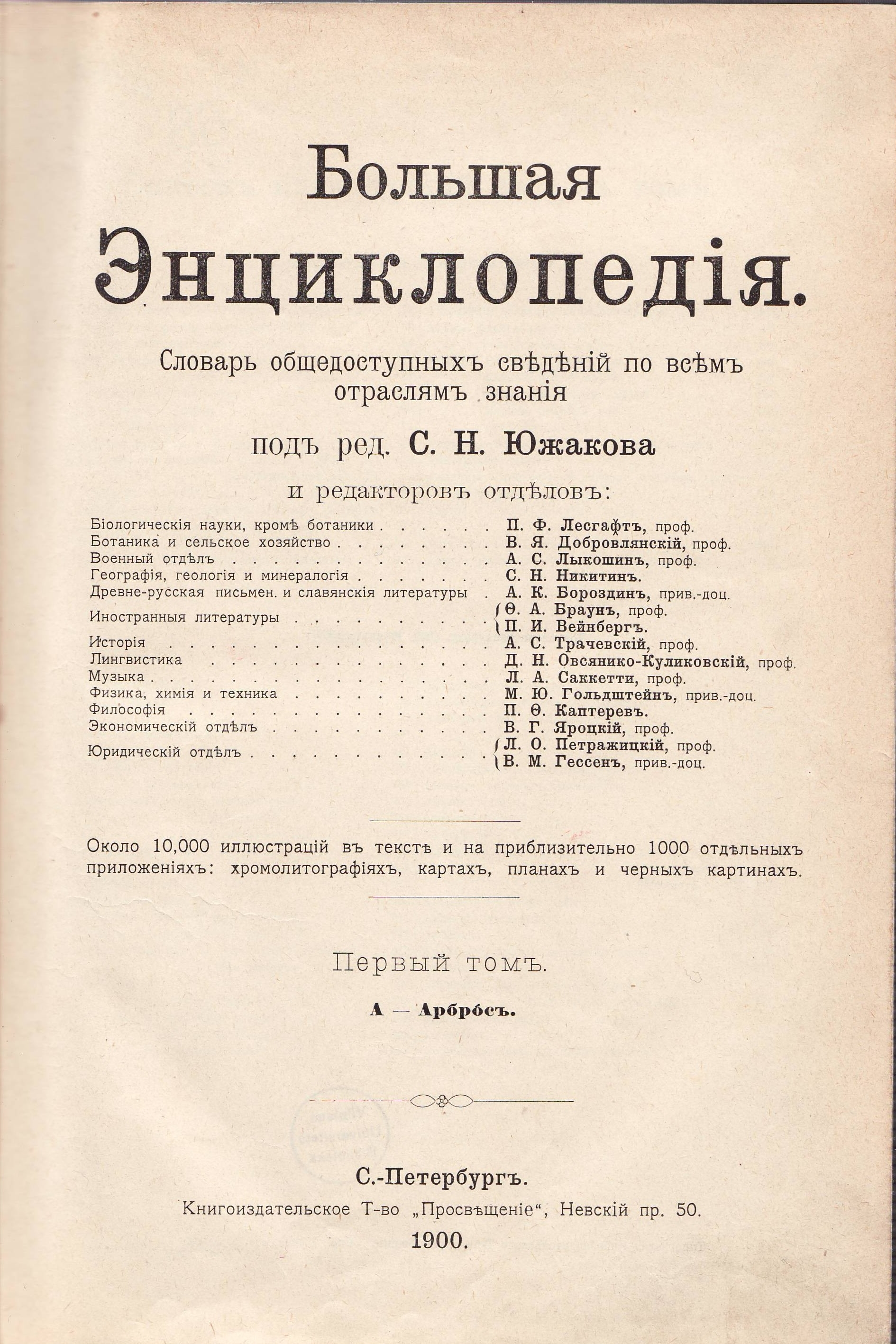
Титульна сторінка першого тому, 1900 рік

Це скорочений російськомовний переклад п'ятого видання енциклопедичного словника Майєра (оригінальна напівшкіряна палітурка, чорна шкіра із золотим тисненням ідентична одному з варіантів фабричної палітурки Майера). Однак, видання не є точним перекладом німецького оригіналу. Його було доповнено численними оригінальними статтями з російській історії, культури, суспільствознавства та правознавства.
Перекладачі звернули увагу на комплексність перекладу і обробку матеріалу, переклад проводився під керівництвом головного редактора — соціолога Сергія Миколайовича Южакова. Наприклад, «Енциклопедичний словник Брокгауза і Ефрона» пережив двох головних редакторів (другий головний редактор працював з редактором), що стало причиною нерівномірності обробки матеріалу — в більш розвиненій другій частині енциклопедії (здебільшого оригінальною), в порівнянні з першою (практично повністю перекладною).
«Велика енциклопедія» є єдиним багатотомним повним російським енциклопедичним виданням одного головного редактора. Щоб не дати домінувати німецькій темі в словникові, видавці відмовилися, вставити, наприклад гравірований додаток, що зображує Кельнський собор, описаний в статті «Архітектура». Стаття про місто Вінковці залишилася недокінченої і закінчується коми.
Інший недолік видання — менша ілюстрованість в порівнянні з німецьким оригіналом. Заявлених на титульному аркуші 10.000 чорно-білих ілюстрацій в тексті і 1.000 окремих чорно-білих і кольорових додатків в повному обсязі немає. Зазначена кількість відповідає німецькому оригіналу і в російському перекладному виданні ці ілюстрації з'являються в меншій кількості.

З метою здешевлення виробництва, були опущені всі хромолітографії (кольорові ілюстрації) щодо геральдики, гербів, прапорів, етнографії. Видавці не перейняли з німецького оригіналу гравірований додаток про російську матеріальну культуру. Деякі плани міст (як-от Відень) дані тільки у вигляді огляду частин міста, інші (Берлін) — розділені між статтями «Берлін» (внутрішнє місто) і «Пруссія» («Берлін та околиці»), плани міст дано без регістру вулиць і площ.

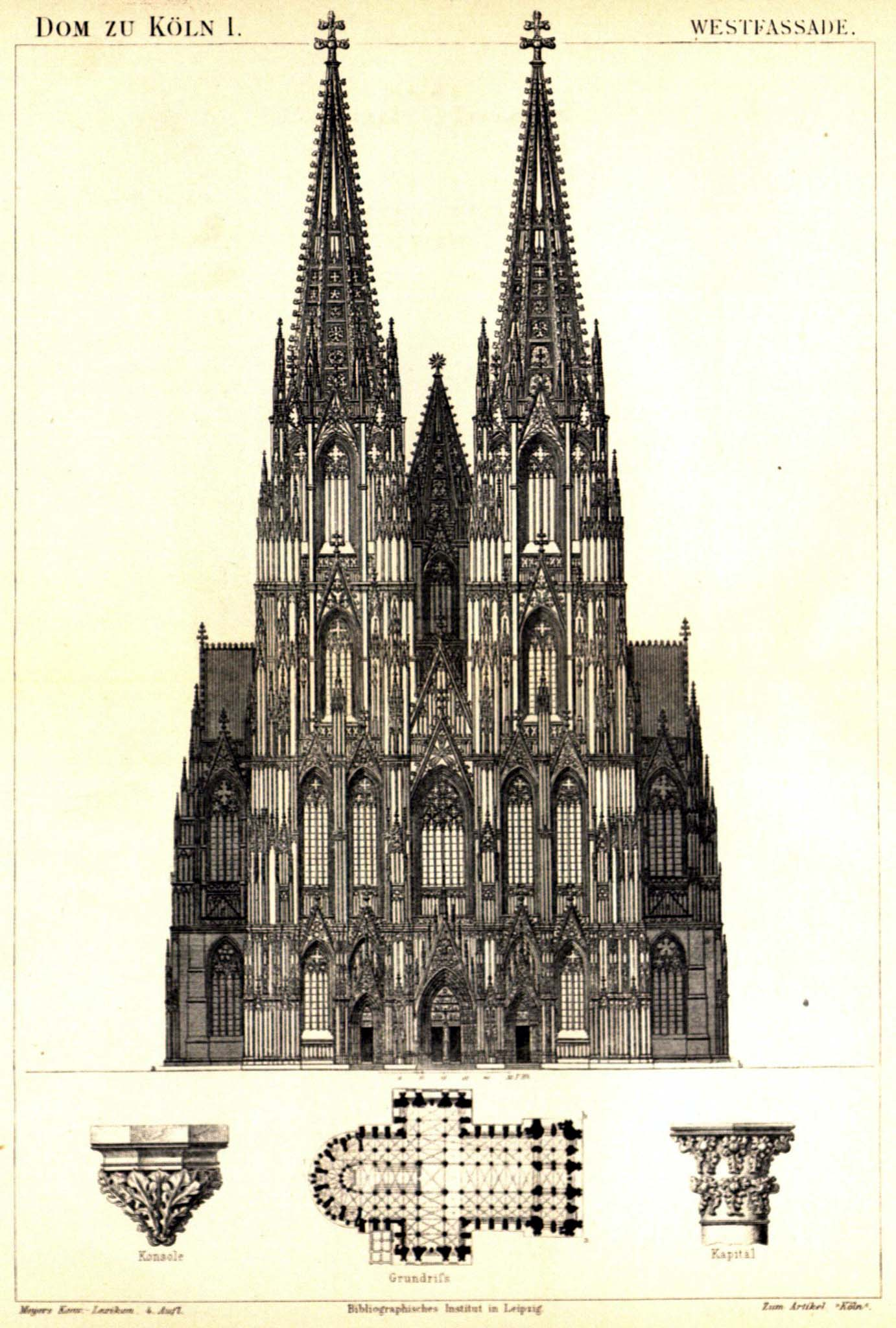
Гравірований додаток, присвячений Кельнському собору, що не увійшов до енциклопедії.

Відсутні гравірувані додатки про новітню архітектуру німецьких міст. Також в тексті опущені всі герби міст і губерній. Зате в порівнянні з німецьким оригіналом видання розширене картами внутрішніх російських губерній і кольоровими планами міст Київ, Одеса і Гельсінгфорс, а також рядом російських історичних карт, і, на закінчення, родоводу таблицею правлячої імператорської сім'ї Романових, яка, правда, створена у протиріччі з генеалогічними правилами, враховуючи специфіку генеалогії Романових.
Незважаючи на недоліки, видання з технічної точки зору є шедевром поліграфії і книжкового виробництва, а з літературно-довідкової точки зору — це якісне джерело знань. Якщо порівнювати «Велику енциклопедію» з «Енциклопедичним словником Брокгауза і Ефрона», то «Велика Енциклопедія» виграє в кількості літографічних додатків (приблизно вдвічі більше), а також у вищій якості гравюр на криці (це пояснюється тим, що дуже багато ілюстрацій робилися в Росії в рамках розвитку словника і в Росії не було таких технічних можливостей, якими володіли видавництва Брокгауза або Майера), поліграфічна якість карт в «Великий Енциклопедії» вище.
Додаткові томи містять численні біографічні статті щодо російських революціонерів, часом у співчутливому тоні, історію Державної Думи в Росії і багато інших актуальних тем. «Велика Екнціклопедія» не є рідкістю на антикварному ринку, але, незважаючи на досить великий тираж видання, повні комплекти «Великий Енциклопедії» на антикварному ринку в хорошому стані є великою рідкістю і високо цінуються, в тому числі за свою вражаючу декоративність.

### Друк
Була надрукована в типо-літографії товариства «Просвещение» чотирма стереотипними виданнями в 1900—1905 рр. (20 томів); в 1907-1909 рр. була перевидана в 22 томах (включаючи два додаткових).
Костянтин Сімон згадував, що саме Южаковим вперше було вжито слово «енциклопедія» як назва універсального словника; спершу це була власна назва, що означала французьку роботу «Енциклопедія, або Тлумачний словник наук, мистецтв і ремесел» — і вживалась як загальна назва лише як метонімії.
У зв'язку із закінченням терміну немайнових авторських прав матеріали «Великої енциклопедії» перейшли в суспільне надбання.

## Томи енциклопедії
Большая энциклопедия: Словарь общедоступных сведений по всем отраслям знаний. / Под ред. С. Н. Южакова. У 20-ти томах. — СПб .: Изд-во т-ва «Просвещение».
1. Том 1. А - Арброс. — 1900. — VI, 800 с.
2. Том 2. Арбуа де Жюбанвиль - Беллингсгаузен. — 1900. — VI, 794 с.
3. Том 3. Беллинг - Бугульник. — 1900. — VI, 794 с. (Google [Архівовано 30 жовтня 2017 у Wayback Machine.])
4. Том 4. Бугурусланський уезд - Византийское право. — 1901. — VI, 794 с. (Google [Архівовано 29 жовтня 2017 у Wayback Machine.])
5. Том 5. Византия - Гадамес. — 1901. — VI, 794 с. (Google [Архівовано 29 жовтня 2017 у Wayback Machine.])
6. Том 6. Гадание - Глазчатка. — 1901. — VI, 794 с. (Google [Архівовано 29 жовтня 2017 у Wayback Machine.])
7. Том 7. Глаз - Гюго. — 1901. — VI, 794 с.
8. Том 8. Гюгс - Духовенство. — 1902. — VI, 794 с. (Google [Архівовано 29 жовтня 2017 у Wayback Machine.])
9. Том 9. Духовенство - Идское поле. — 1902. — VI, 794 с.
10. Том 10. Идумея - Китченер. — 1902. — VI, 794 с.
11. Том 11. Киты - Ландау. — 1903. — VI, 794 с.
12. Том 12. Ландау - Меламед. — 1903. — VI, 794 с.
13. Том 13. Меланезийцы - Нерчинский завод. — 1903. — VI, 794 с. (Google [Архівовано 29 жовтня 2017 у Wayback Machine.])
14. Том 14. Нерчинский округ - Пёнч. — 1904. — VIII, 794 с. (Google [Архівовано 29 жовтня 2017 у Wayback Machine.])
15. Том 15. Пенька - Пуль. — 1904. — VIII, 794 с. (Google [Архівовано 29 жовтня 2017 у Wayback Machine.])
16. Том 16. Пуль - Саль. — 1904. — VIII, 794 с. (Google [Архівовано 29 жовтня 2017 у Wayback Machine.])
17. Том 17. Сальвадор - Статистика. — 1904. — VIII, 794 с. (Google [Архівовано 30 жовтня 2017 у Wayback Machine.])
18. Том 18. Статистика - Ундозеро. — 1905. — VIII, 794 с. (Google [Архівовано 30 жовтня 2017 у Wayback Machine.])
19. Том 19. Ундольский - Чахары. — 1905. — VIII, 794 с. (Google [Архівовано 29 жовтня 2017 у Wayback Machine.])
20. Том 20. Туберкулёз лёгких - Ижица. — 1905. — VIII, 814 с. (Google [Архівовано 29 жовтня 2017 у Wayback Machine.])
21. Дополнение к I—XX тт. «Больш. Энцикл.» (замеченные пропуски, погрешности и опечатки). — 1905. — 78 с.
22. Том 21 (додатковий). Аанруд — Менгер. — 1908. — VIII + 792 сторінок.
23. Том 22 (додатковий). Мендельсон — Фразибул. — 1909. — VIII + 680 сторінок.